# 킬 더 아이리쉬맨
《킬 더 아이리쉬맨》(영어: Kill the Irishman)은 미국에서 제작된 조너선 헨즐리 감독의 2011년 전기 범죄 영화이다. 레이 스티븐슨, 빈센트 도노프리오, 밸 킬머, 크리스토퍼 워컨 등이 출연하였고, 앨 콜리 등이 제작에 참여하였다. 아일랜드계 미국 마피아 대니 그린의 실제 삶에 기반하였다.

## 출연
- 레이 스티븐슨
- 빈센트 도노프리오
- 밸 킬머
- 크리스토퍼 워컨
- 린다 카덜리니
- 토니 대로
- 로버트 다비
- 피눌라 플래너건
- 밥 건턴
- 제이슨 버틀러 하너
- 비니 존스
- 토니 로비앙코
- 로라 램지
- 스티브 시리파
- 폴 소비노
- 마이크 스타
- 마커스 토머스
- 비니 벨라
- 제프 체이스

## 기타 제작진
- 공동 제작: 존 리어네티, 킴 올슨, 조지 퍼레즈, 톰 리드 주니어, 제프리 D. 스필먼, 제프리 A. 스턴
- 배역: J.C. 캔터, 메리 버뉴
- 미술: 퍼트리치아 본브랜던스타인
- 세트: 조앤 맥팔레인
- 의상: 멀리사 브루닝
- 분장: 킴벌리 존스
- 제작 관리: 마이클 D. 존스, 바트 로젠블랫